# Рајнфелд (Холштајн)
Рајнфелд (њем. Reinfeld) град је у њемачкој савезној држави Шлезвиг-Холштајн. Једно је од 55 општинских средишта округа Штормарн. Према процјени из 2010. у граду је живјело 8.535 становника. Посједује регионалну шифру (AGS) 1062061, NUTS (DEF0F) и LOCODE (DE RFD) код.

## Географски и демографски подаци
Рајнфелд се налази у савезној држави Шлезвиг-Холштајн у округу Штормарн. Град се налази на надморској висини од 19 метара. Површина општине износи 17,4 km². У самом граду је, према процјени из 2010. године, живјело 8.535 становника. Просјечна густина становништва износи 492 становника/km².

## Међународна сарадња
| Мјесто | Држава    | Врста сарадње | Од    |
| ------ | --------- | ------------- | ----- |
|        | Француска | партнерство   | 1994. |
| Извор  |           |               |       |